# نیروی حفاظت سازمان ملل متحد
نیروی حفاظت سازمان ملل (انگلیسی: United Nations Protection Force) اولین نیروی حافظ صلح سازمان ملل متحد در کرواسی و بوسنی و هرزگوین در طول جنگ‌های یوگسلاوی بود. این نیرو در فوریه ۱۹۹۲ تشکیل شد و ماموریت آن در مارس ۱۹۹۵ پایان یافت و ماموریت حفظ صلح به سه نیروی دیگر (نیروی استقرار پیشگیرانه سازمان ملل متحد در جمهوری مقدونیه و عملیات احیای اعتماد سازمان ملل متحد در کرواسی در کرواسی، با عملیات بازسازی شده نیروی حفاظت سازمان ملل که در بوسنی و هرزگوین ادامه داشت تا اینکه در دسامبر ۱۹۹۵ توسط ماموریت‌های ناتو و اتحادیه اروپا جایگزین شد) تغییر ساختار داد.